# Elaphoidella pectinata
Elaphoidella pectinata är en kräftdjursart som först beskrevs av Delachaux 1923.  Elaphoidella pectinata ingår i släktet Elaphoidella och familjen Canthocamptidae. Inga underarter finns listade i Catalogue of Life.